# Kashtiliash III
Kashtiliash III est un roi de Babylone de la dynastie kassite, qui aurait régné vers 1500 av. J.-C. Il est connu avant tout par la liste royale de cette ville, aucun événement ne lui est attribué par les chroniques qui nous sont parvenues, il est simplement mentionné dans la Chronique des rois anciens qu'il est le frère d'Ulam-Buriash, conquérant du Pays de la Mer. Une copie d'une inscription de ce roi récemment traduite indique qu'il a procédé au creusement d'un canal.